# YM-348
YM-348 je lek sa indazolnim osnovom koji deluje kao potentan i selektivan agonist  receptor, sa EC50 vrednošću od 1 nM i 15x selektivnošću u odnosu na . On je umereno selektivan 3x u odnosu na blisko srodni  receptor. On ispoljava termogeno i anoreksično dejsto u životinjskim studijama, što ga čini potencijalno korisnim u lečenju gojaznosti.

## Spoljašnje veze
|  | Molimo Vas, obratite pažnju na važno upozorenje u vezi sa temama iz oblasti medicine (zdravlja). |